# Kaiserliche Werft Wilhelmshaven

Die Werft in Wilhelmshaven 1894

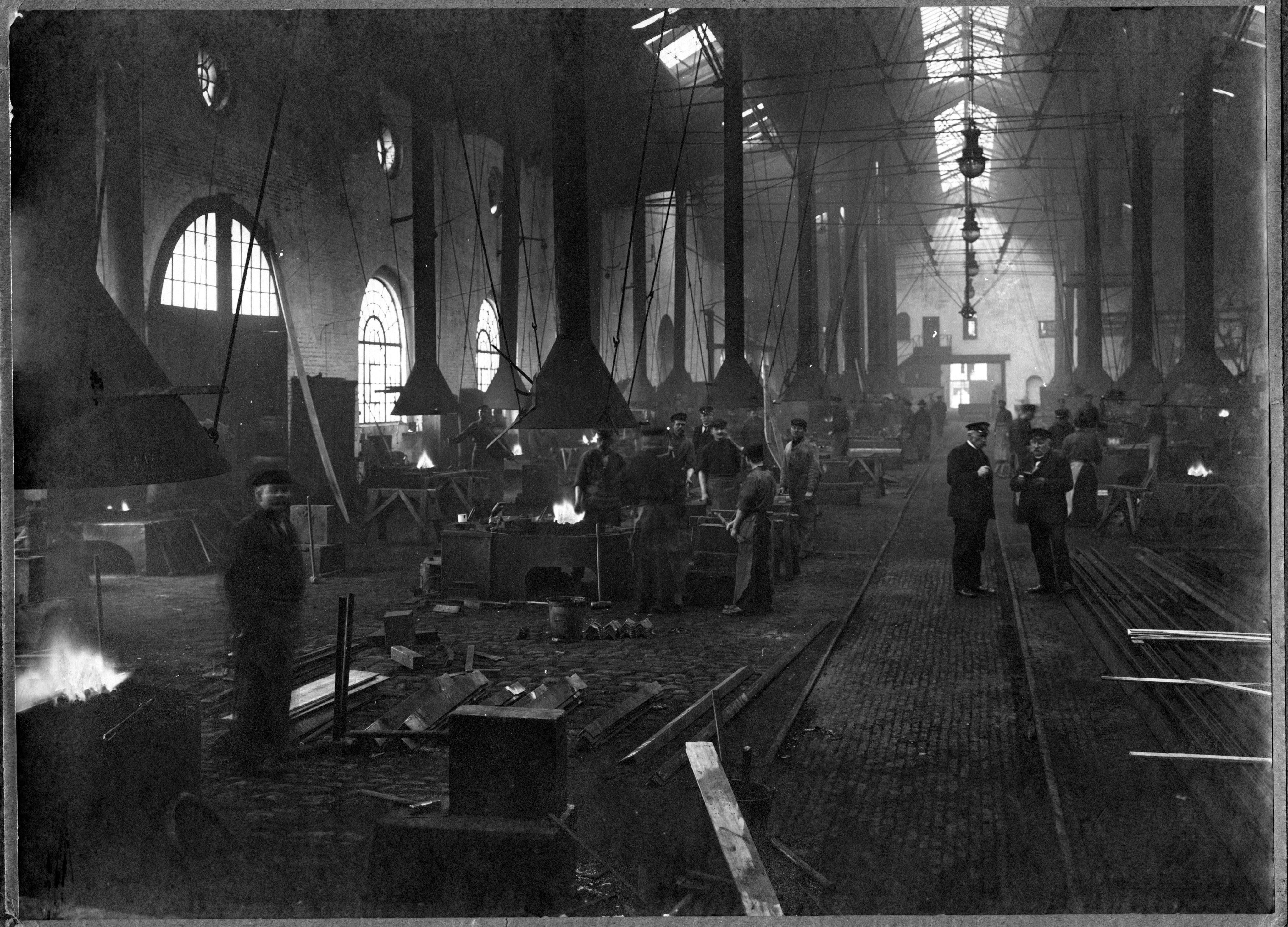
Kaiserliche Marine Werft, Wilhelmshaven, 1908

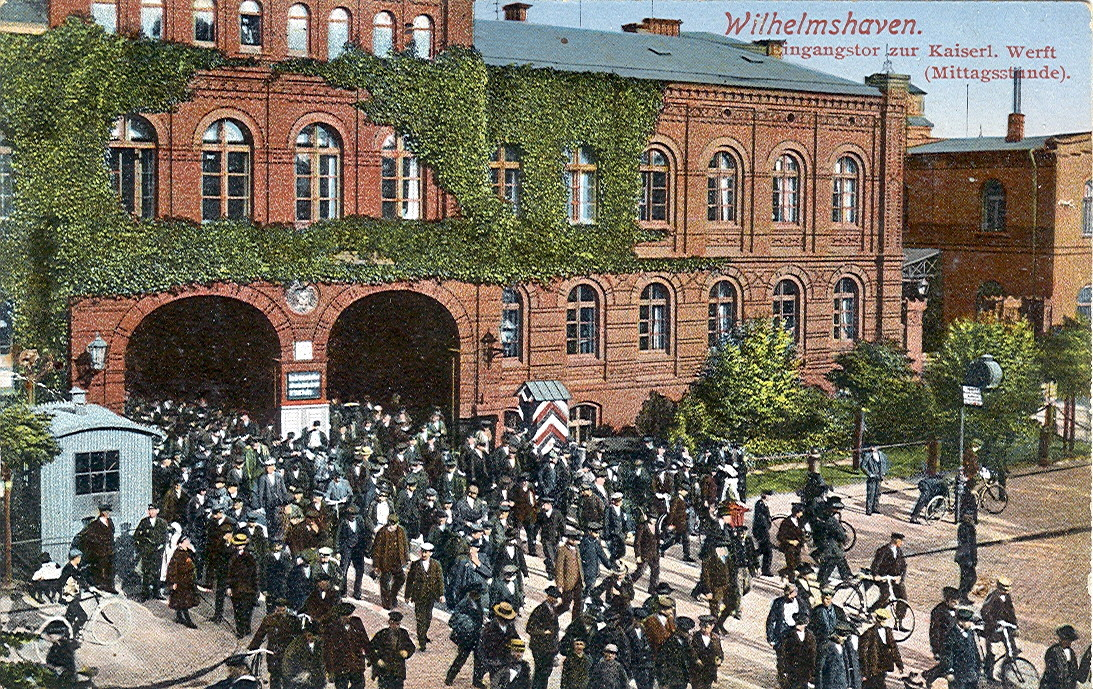
Werfttor 1, ca. 1914

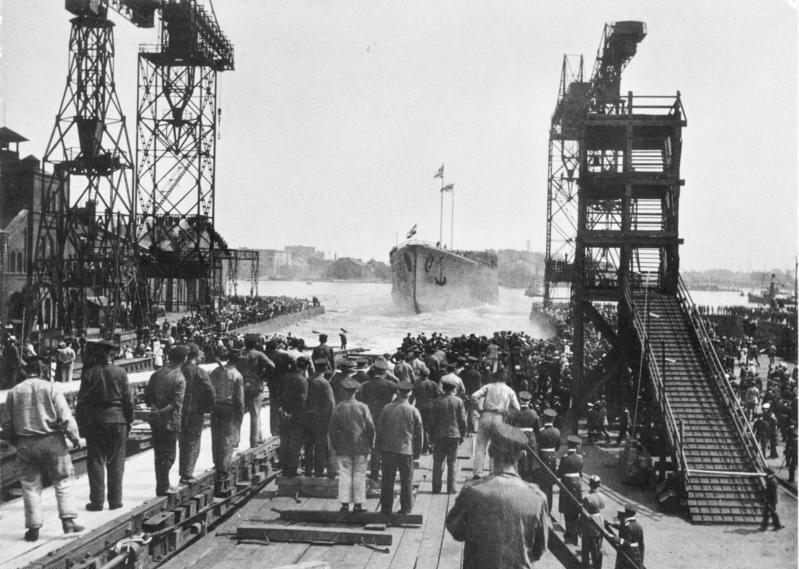
Stapellauf Großer Kreuzer Hindenburg, 1915

Die Kaiserliche Werft Wilhelmshaven war eine Marinewerft in Wilhelmshaven. Sie bestand von 1871 bis 1918 und war neben der Kaiserlichen Werft Kiel und der Kaiserlichen Werft Danzig eine von drei Werften, die fast ausschließlich für die Kaiserliche Marine tätig waren. Ihre Aufgaben waren Bau, Ausrüstung und Instandhaltung von Kriegsschiffen.

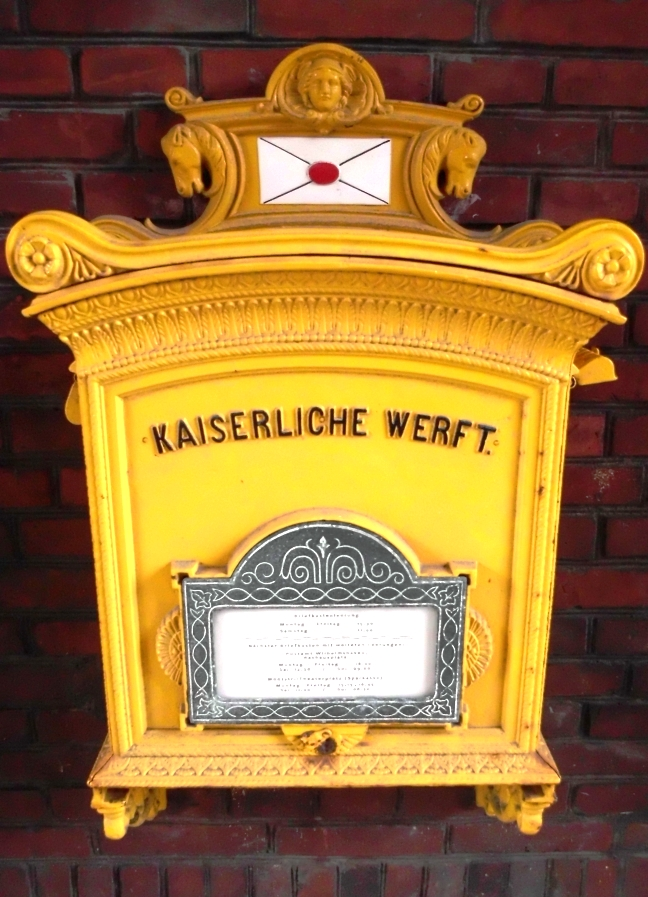
Briefkasten der Kaiserlichen Werft Wilhelmshaven im heutigen nach wie vor funktionsfähigen Zustand

Nach dem Ersten Weltkrieg wurde die Werft von der Reichsmarine (ab 1935: Kriegsmarine) betrieben. Seit 1957 befindet sich auf dem ehemaligen Werftgelände ein Marinearsenal der Bundesmarine (seit 1990: Deutsche Marine).

## Geschichte
Mit der dänischen Blockade der deutschen Küsten 1848 zeigte sich die Anfälligkeit der deutschen Handelsschifffahrt gegenüber jedem Gegner. Folglich wandten sich 1849 Abgeordnete des Großherzogtums Oldenburg an die preußische Regierung mit der Bitte um zukünftigen Beistand.
Nach etlichen Verhandlungen kam es zum Abschluss des „Jade-Vertrages“ vom 20. Juli 1853 zwischen dem König von Preußen und dem Großherzog von Oldenburg. In diesem Vertrag wurde die Abtretung eines 556 Jück (etwa 1230 preußische Morgen entsprechen etwa 314 Hektar) großen Areals am Jadebusen an das Königreich Preußen festgelegt. Dieses wiederum verpflichtete sich zur Errichtung einer Marineanlage und dem Schutz oldenburgischer Schifffahrt. Ende 1854 nahm Preußen das abgetretene Gebiet als „Königlich-Preußisches-Jadegebiet“ in Besitz, der für die Marine bestimmte Bereich wurde zum „Marine-Etablissement an der Jade“. Ab 1856 wurde mit dem Bau von Werkstätten und Magazinen, später auch von Hellingen, begonnen.
Nach Gründung des Norddeutschen Bundes wurde die Werft 1867 mit Entstehung der Marine des Norddeutschen Bundes zur „Marinewerft des Norddeutschen Bundes“. Kurz nach Inbetriebnahme des Kriegshafens wurde, nach den bereits existierenden königlichen preußischen Werften in Danzig und Kiel, auf dem Gelände 1870 mit dem Bau der dritten königlichen preußischen Werft in Deutschland begonnen. Mit Ausrufung des deutschen Kaiserreichs im Januar 1871 wurden wiederum die Marine des Norddeutschen Bundes und Preußens zur Kaiserlichen Marine zusammengefasst, die ehemaligen „Königlichen Werften“ wurden entsprechend in „Kaiserliche Werften“ umbenannt.
Auf dem Areal rund um die Marineanlagen war mittlerweile eine neue Stadt entstanden, die 1869 anlässlich der Einweihung von neuen Hafenanlagen durch Wilhelm I. den Namen Wilhelmshaven erhielt.
Mit der wachsenden internationalen Bedeutung des Deutschen Reiches erlebte die Marine in den folgenden Jahren unter Kaiser Wilhelm II. und seinem Flottenchef Großadmiral Tirpitz einen raschen Aufschwung, was mit der in Deutschland vorhandenen Werftenkapazität jedoch nur schwer zu realisieren war. So wurden in den darauffolgenden Jahren umfangreiche Erweiterungen der Werftanlagen in Wilhelmshaven, unter anderem von 1906 bis 1908 der Bau der Docks IV bis VI, eines 4000-t-Schwimmdocks sowie Erweiterungen des Hafengeländes durchgeführt. 1911 wurde als damals größtes Kohlekraftwerk die Südzentrale für die Stromversorgung der Werft fertiggestellt. 1915 lieferte die DEMAG den seinerzeit größten Schwimmkran der Welt, den „Langen Heinrich“, an die Werft. Der Kran ist noch heute (2015) auf der Schiffsreparaturwerft Zamponi in Genua im Einsatz.
Anfang 1914 betrug die Belegschaftsstärke der Werft etwa 11.500 Mitarbeiter, diese vergrößerte sich bis Ende 1918 auf etwa 21.000. Das Kriegsende 1918 beendete zunächst den Militärschiffbau in Wilhelmshaven. Die drei Kaiserlichen Werften wurden in ihrer Kapazität wesentlich reduziert und teils privatisiert.

## Gliederung
- Zentralabteilung
- Ausrüstungsressort
- Artillerieressort
- Torpedoressort
- Navigationsressort
- Zweigstelle der Schiffsbesichtigungskommission Hamburg

zusätzlich ab 1918:
- Werftkompanie des XI. Seebataillons
- ab 1918 Arbeiterwohlfahrt Aegir

## Oberwerftdirektoren
- Korvettenkapitän/Fregattenkapitän/Kapitän zur See Hermann Robert Przewisinski: von 1871 bis August 1873
- unbekannt
- Kapitän zur See Eduard von Knorr: von August 1877 bis April 1881
- Kapitän zur See Alfred Stenzel: von April 1881 bis Oktober 1885
- Kapitän zur See Guido Karcher: von Oktober 1885 bis September 1888
- Kapitän zur See/Konteradmiral Friedrich von Pawelsz: von September 1888 bis Oktober 1891
- Kapitän zur See Conrad von Bodenhausen: von Oktober 1891 bis September 1895
- Kapitän zur See/Konteradmiral Hugo von Schuckmann
- Kapitän zur See/Konteradmiral/Vizeadmiral Carl Wodrig: von April 1901 bis März 1907
- Vizeadmiral Alfred Breusing: von Oktober 1907 bis April 1908
- Konteradmiral Karl Dick: von Oktober 1908 bis August 1910
- Kapitän zur See/Konteradmiral Richard Eckermann: von September 1910 bis März 1914
- Kapitän zur See/Konteradmiral Hugo Kraft: von März 1914 bis März 1916
- Konteradmiral/Vizeadmiral Richard Engel: von März 1916 bis September 1919

## Spätere Nutzung

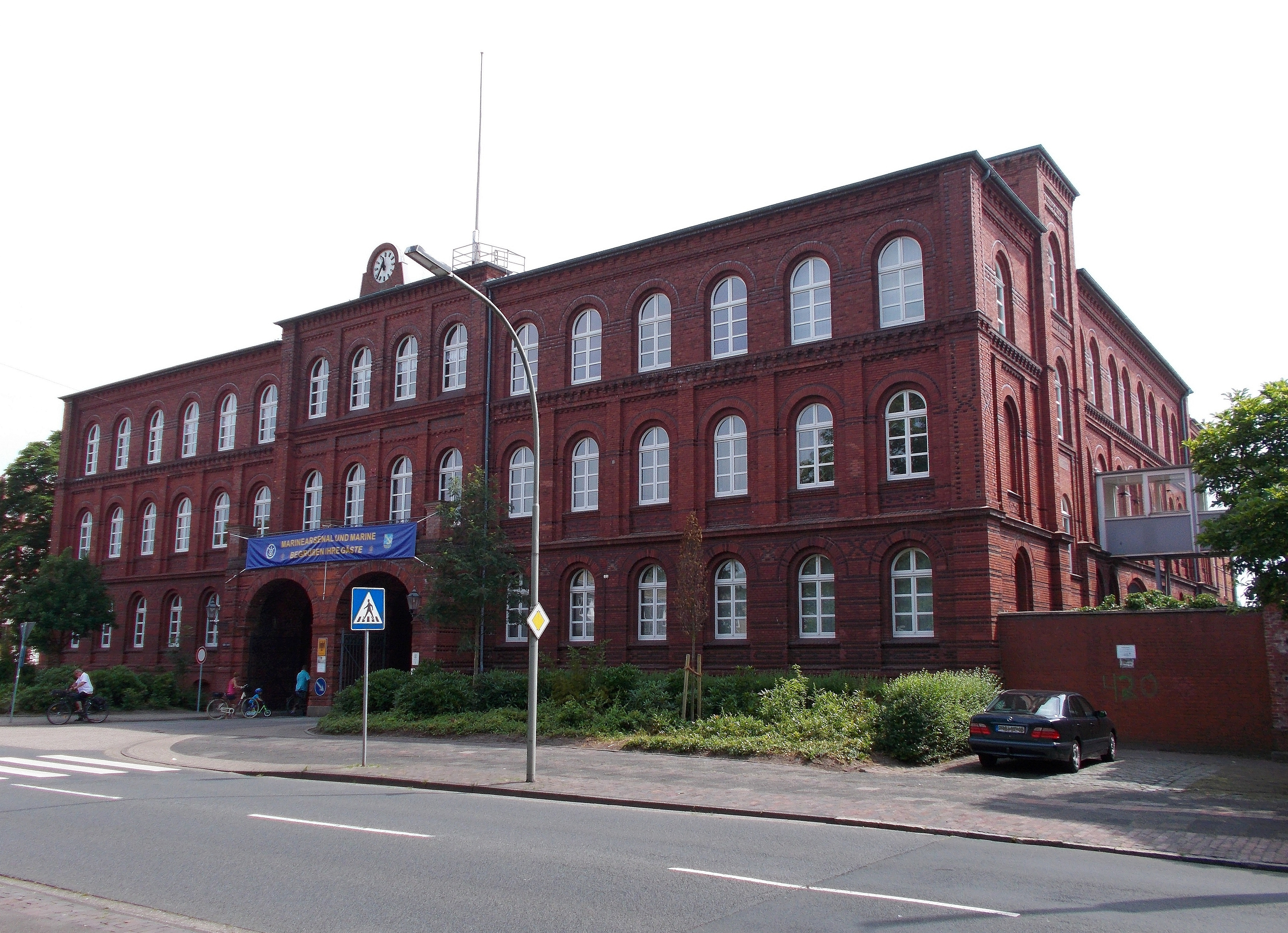
Werfttor 1, 2015

Nach Ende des Ersten Weltkrieges wurde die Werft verkleinert. Mangels Aufträgen an Schiffsbauten wurden Lokomotiven repariert, als Notprogramm unter anderem Fischdampfer und -kutter sowie einige Fracht- und Passagierdampfer gebaut. Ab 1919 blühte auch das Abwrackgeschäft und verschaffte Arbeit.
Nachdem am 1. Januar 1921 aus der Vorläufigen Reichsmarine die Reichsmarine entstand, erfolgte in den 1920er Jahren die Umbenennung des zwischenzeitlich als Industriewerke Rüstringen firmierenden Betriebes in Reichsmarinewerft. 1935 wurde sie dann zur Kriegsmarinewerft Wilhelmshaven.
Seit 1957 wird ein Teil des Areals als Arsenal für die Bundesmarine (ab 1995: Deutsche Marine) genutzt.

## Auf der Kaiserlichen Werft Wilhelmshaven gebaute Schiffe
(Auswahl; angeführte Jahreszahlen beziehen sich auf Stapellauf/Indienststellung der Schiffe)
- 1871/73, Bau Nr. 1, Aviso Loreley
- 1875/78, Bau Nr. 2, Panzerschiff Großer Kurfürst
- 1878/78, Bau Nr. 3, Kanonenboot Wolf
- 1878/79, Bau Nr. 4, Kanonenboot Hyäne
- 1877/81, Bau Nr. 5, Artillerieschulschiff Mars
- 1882/84, Bau Nr. 6, Aviso Pfeil
- 1885/86, Bau Nr. 7, Torpedoboot H
- 1885/86, Bau Nr. 8, Gedeckte Korvette (Kreuzerfregatte) Charlotte, das letzte als Vollschiff getakelte Kriegsschiff der Kaiserlichen Marine, 1909 außer Dienst gestellt
- 1887/88, Bau Nr. 9, Kleiner (ungeschützter) Kreuzer Schwalbe
- 1888/89, Bau Nr. 10, Kleiner (ungeschützter) Kreuzer Sperber
- 1888, Bau Nr. 11, Schlepper Kraft
- 1890/91, Bau Nr. 12, Minendampfer Pelikan
- 1891/94, Bau Nr. 13, Panzerschiff Kurfürst Friedrich Wilhelm
- 1892/94, Bau Nr. 14, Küstenpanzerschiff Heimdall
- 1894/95, Bau Nr. 21, Kleiner (ungeschützter) Kreuzer Geier
- 1896/98, Bau Nr. 22, Linienschiff Kaiser Friedrich III.
- 1896, Bau Nr. 23, Spritzendampfer (Feuerlöschfahrzeug)
- 1897/1900, Bau Nr. 24, Linienschiff Kaiser Wilhelm II.
- 1900/02, Bau Nr. 25, Linienschiff Wittelsbach
- 1901, Bau Nr. 26, Peilboot VI
- 1901/04, Bau Nr. 27, Linienschiff Schwaben
- 1905/07, Bau Nr. 28, Linienschiff Hannover
- 1906/07, Bau Nr. 29, Vermessungsschiff Möwe
- 1908/09, Bau Nr. 30, Linienschiff Nassau
- 1909/11, Bau Nr. 31, Linienschiff Ostfriesland
- 1911/12, Bau Nr. 32, Kleiner Kreuzer Straßburg
- 1913/14, Bau Nr. 33, Linienschiff König
- 1915/17, Bau Nr. 34, Großer Kreuzer (Schlachtkreuzer) Hindenburg
- 1915/--, Bau Nr. 35, Großer Kreuzer (Schlachtkreuzer) Ersatz-Yorck-Klasse
- 1917, Umbau von 7 Handels-U-Booten in U-Kreuzer (U 151 – U 157), einschl. Deutschland (U 155), nach Plänen der Germaniawerft Kiel
- 1917/19, Bau Nr. 36, Schlepper Arbeit
- 1917/--, Bau Nr. 37, Großes Torpedoboot Ww 151 vom Mobilmachungstyp 1916 nach Plänen der Germaniawerft Kiel
- 1919/22, Bau Nr. 38 bis 65, Bau von 28 Fischdampfern zu 440 t

Während des Ersten Weltkriegs fertigte die Werft in Wilhelmshaven wie auch die anderen beiden Kaiserlichen Werften Wasserflugzeuge für die Kaiserliche Marine.
Die Kennnummern der Flugzeuge waren: 401–403, 461–462, 945 und 947.